# Nakdanim
Les nakdanim (hébreu : נקדנים « ponctuateurs ») sont les successeurs des Massorètes dans la transmission du texte biblique fixé selon la norme massorétique.

## La période desnakdanim
La période des nakdanim commence à proprement parler avec l'introduction de la ponctuation, mais au sens étroit, plus couramment utilisé, elle est appliquée aux nakdanim du XIIe siècle jusqu'à l'invention de l'imprimerie. On en trouve surtout en Angleterre, en Allemagne et en France, mais aussi en Orient.

## L'activité desnakdanim
Leur activité consistait à collecter et conserver le matériel massorétique, réviser le texte consonantique produit par les scribes professionnels, et y ajouter les signes de vocalisation et d'accentuation, ainsi que les notes massorétiques (avec une encre et une plume différentes de celles qui étaient utilisées pour les notes des massorètes). Chaque nakdan se fournissait pour ce faire d'une copie de la Bible, elle-même écrite selon les normes massorétiques et devenue un codex modèle.
Les nakdanim ont également produit des compilations massorétiques séparées ou des traités de massore conçus pour servir de manuels, et ont écrit des traités sur les points-voyelles et les accents, ainsi que des explications sur la Massora elle-même, qui ont trouvé leur place au côté du corpus littéraire des anciens massorètes.
Par ailleurs, la transmission du nikkoud n'a souvent été que l'une des facettes de l'activité de ces érudits, qui sont souvent également connus comme grammairiens, tossafistes, etc.

## Liste denakdanim, par ordre alphabétique
| - Abraham Halevi - Abraham HaNakdan - Asher HaNakdan - Benjamin ben Joab Degli Mansi (d. c. 1293) - Berekhya HaNakdan - Brodmark - Eliakim ben Asher - Eliezer ben Yeshaya - Eliya Nakdan, petit-fils de Berakhya | - Guershom ben Yehouda HaNakdan (d. vers 1396) - Hayyim ben Isaac de La Rochelle (1215-16) - Hayyim ben Shneour HaNakdan (1292) - Hizqiya HaCohen (XIIIe siècle) - Isaac ben Menahem HaNakdan (1291) - Isaac HaNakdan - Isaac ben Salomon HaNakdan (1281) - Isaïe (disciple de Joseph Hanakdan) - Jacob ben Meïr Halevi | - Jacob ben Meïr Tam - Jacob HaNakdan - Yekoutiel ben Isaac HaCohen - Zalman HaNakdan - Joseph ben Hizkiya HaCohen (1338,) - Joseph Hazzan de Troyes - Joseph ben Isaac d'Arkiash (?) - Joseph ben Yehotzadak, auteur du Ba'al HaLashon - Joseph ben Kalonymus (1238) | - Joseph HaNakdan (c. 1230-50) - Joseph ben Menahem HaNakdan - Joseph ben Kalonymus de Xanthen (1294) - Juda ben Isaac - Krespia Hanakdan - Liepkind HaNakdan - Mordekhaï Amandanti (c. 1300-50) - Moshe Hanakdan - Nahman ben Schneour HaNakdan (1295) | - Perigoros ben Kalonymus HaNakdan - Samson ben Nahman - Samson de « Tzemion » (1343) - Samson HaNakdan, grand-père de Joseph ben Kalonymos, auteur du Shimshoni - Samuel ben Abraham de Muldstadt (1396) - Samuel HaNakdan - Shemaya (XIIIe siècle) - Salomon HaNakdan - Tzaddok HaNakdan |

## Source
Cet article contient des extraits de l'article « NAḲDANIM » par Crawford Howell Toy & Caspar Levias de la Jewish Encyclopedia de 1901–1906 dont le contenu se trouve dans le domaine public.